# François Degelas
François Degelas (ur. 10 lipca 1928 w Rhode-Saint-Genèse – zm. 19 listopada 2004 tamże) – belgijski piłkarz grający na pozycji pomocnika. Był reprezentantem Belgii.

## Kariera klubowa
Swoją karierę piłkarską Degelas rozpoczął w klubie RSC Anderlecht. W sezonie 1947/1948 zadebiutował w jego barwach w pierwszej lidze belgijskiej. Wraz z Anderlechtem sześciokrotnie wywalczył tytuł mistrza Belgii w sezonach 1948/1949, 1949/1950, 1950/1951, 1953/1954, 1954/1955 i 1955/1956. Trzykrotnie został wicemistrzem kraju w sezonach 1947/1948, 1952/1953 i 1956/1957. W sezonie 1958/1959 grał w RRC Tournaisien, w którym zakończył karierę.

## Kariera reprezentacyjna
W reprezentacji Belgii Degelas zadebiutował 5 czerwca 1955 w przegranym 1:3 towarzyskim meczu z Czechosłowacją, rozegranym w Brukseli. Od 1955 do 1957 rozegrał w kadrze narodowej 4 mecze.